# Butastur
Genre
Butastur est un genre de oiseaux de la famille des Accipitridae.

## Liste d'espèces
D'après la classification de référence (version 14.1, 2024) de l'Union internationale des ornithologues, il y a 4 espèces du genre Butastur (ordre philogénique) :
- Butastur rufipennis (Sundevall, 1850) – Busautour des sauterelles ;
- Butastur teesa (Franklin, 1831) – Busautour aux yeux blancs ;
- Butastur liventer (Temminck, 1827) – Busautour pâle ;
- Butastur indicus (Gmelin, JF, 1788) – Busautour à joues grises.